# هریشیکش موکرجی
هرشیکیش مکهرجی (بنگالی: হৃষিকেশ মুখোপাধ্যায়، هندی: ऋषिकेश मुखर्जी، انگلیسی: Hrishikesh Mukherjee؛ ۳۰ سپتامبر ۱۹۲۲ – ۲۷ اوت ۲۰۰۶) کارگردان فیلم، فیلم‌نامه‌نویس، تهیه‌کننده و تدوین‌گر اهل هند بود. وی در دوران فیلمسازی‌اش ۴۲ فیلم ساخت.

## آثار
- ساده‌لوح (فیلم ۱۹۵۹) (۱۹۵۹)
- آنورادها (۱۹۶۰)
- سایه (۱۹۶۱)
- اصلی و بدلی (۱۹۶۲)
- سعادت (فیلم ۱۹۷۱) (۱۹۷۰)
- پیرمرد پیدا شد (۱۹۷۱)
- گودی (فیلم ۱۹۷۱) (۱۹۷۱)
- غرور (فیلم ۱۹۷۳) (۱۹۷۳)
- نمک حرام (۱۹۷۳)
- میلی (فیلم ۱۹۷۵) (۱۹۷۵)
- دزدکی دزدکی (۱۹۷۵)
- چایتالی (۱۹۷۵)
- آرجون پاندیت (۱۹۷۶)
- گفتگو (فیلم ۱۹۷۷) (۱۹۷۷)
- کار (۱۹۷۸)
- جریمه (فیلم ۱۹۷۹) (۱۹۷۹)
- زیبارو (۱۹۸۰)
- نرم گرم (۱۹۸۱)
- بی‌نظیر (فیلم ۱۹۸۲) (۱۹۸۲)
- وقتی دروغ میگی کلاغ تو را می‌کشد (۱۹۹۸)
- ۱۹۵۱ دو هکتار زمین (فیلم)
- ۱۹۵۳ زن متأهل (فیلم ۱۹۵۳)
- ۱۹۵۵ دوداس (فیلم ۱۹۵۵)
- ۱۹۵۸ مادهوماتی
- ۱۹۷۰ در زدن (فیلم ۱۹۷۰)
- ۱۹۷۷ گفتگو (فیلم ۱۹۷۷)
- ۱۹۸۳ باربر (فیلم ۱۹۸۳)
- ۱۹۸۳ خوب و بد